# Estación Júlio Prestes
La Estación Júlio Prestes (en portugués: Estação Júlio Prestes) es una histórica estación ferroviaria de la ciudad de São Paulo, Brasil. Construida en 1938, está ubicada en el distrito de Santa Cecília, en el barrio de Campos Elíseos. Su nombre se puso en homenaje al exgobernador del estado de São Paulo y expresidente electo de Brasil, Júlio Prestes. Actualmente la estación sólo atiende a la línea 8 del Tren Metropolitano de São Paulo, operada por el consorcio privado ViaMobilidade.
La estación alberga la sede de la Secretaría de Cultura de São Paulo y, desde 1999, la sala de conciertos de la Orquesta Sinfónica del Estado de São Paulo (Osesp), Sala São Paulo. En la Plaza Júlio Prestes, es posible ver la estatua de bronce de Alfredo Maia y la escultura abstracta en acero de Emanoel Araújo.

## Historia
La estación original fue inaugurada el 10 de julio de 1875 por la Estrada de Ferro Sorocabana y se denominaba Estação São Paulo. Su función era traer el café del interior del Estado de São Paulo hacia la capital. La antigua estación quedaba al lado de la Estação da Luz, lo que facilitaba el transporte del café, ya que la São Paulo Railway era la única que hacía el trayecto de la capital a la ciudad de Santos.
Con el pasar de los años, la compañía se enriqueció y decidió la construcción de una nueva estación, de mayor tamaño. Entonces comenzó la construcción de la actual estación, proyectada por Cristiano Stockler das Neves en 1925 con el estilo Luis XVI. Su construcción fue terminada en 1938, época en que los buses urbanos ya circulaban en São Paulo, lo que disminuyó la utilización de los tranvías y trenes. Los tiempos de gloria de la estación duraron poco. En los años 40 su nombre se cambió en homenaje al expresidente del Estado Júlio Prestes.
La estación fue abandonada poco tiempo después. En la década de 1990, el gobernador Mário Covas, atendiendo a un pedido del regente John Neschling, decidió restaurar la estación de manera que el lugar donde antiguamente se localizaba el jardín fuese convertido en una sala de conciertos, la Sala São Paulo.
Actualmente sirve a los trenes de la Línea 8 de CPTM.

## Tabla
| Sigla | Estación      | Inauguración        | Integración                 | Andenes               | Posición   | Notas                            |
| ----- | ------------- | ------------------- | --------------------------- | --------------------- | ---------- | -------------------------------- |
| JPR   | Júlio Prestes | 10 de julio de 1875 | Boleto Único de la SPTrans. | laterales y centrales | superficie | Estación reconstruida por la EFS |